# マーカス・エドワーズ
マーカス・エドワーズ（Marcus Edwards、1998年12月3日 - ）は、イングランド・ロンドンカムデン区出身のサッカー選手。バーンリーFC所属。ポジションはFW、MF。